# Sonamukhi
Sonamukhi é uma cidade e um município no distrito de Bankura, no estado indiano de Bengala Ocidental.

## Geografia
Sonamukhi está localizada a 23° 18′ N, 87° 25′ L. Tem uma altitude média de 66 metros (216 pés).

## Demografia
Segundo o censo de 2001, Sonamukhi tinha uma população de 27 348 habitantes. Os indivíduos do sexo masculino constituem 51% da população e os do sexo feminino 49%. Sonamukhi tem uma taxa de literacia de 71%, superior à média nacional de 59,5%: a literacia no sexo masculino é de 78% e no sexo feminino é de 64%. Em Sonamukhi, 10% da população está abaixo dos 6 anos de idade.